# Ван дер Мер, Джондли
Джо́ндли ван дер Мер (Джондли Сент-Джусте) (нидерл. Jhondly van der Meer (Jhondly Saint Juste); род. 22 марта 2002, Санто-Доминго, Доминиканская Республика) — гаитянский футболист, защитник нидерландского любительского клуба «Фризия» и сборной Гаити.

## Клубная карьера
Играл на молодёжном уровне за клубы из Леувардена. В 2013 году перешёл в академию клуба «Камбюр». Играл за команды до 17, 19 и 21 года. Дебютировал в первом дивизионе Нидерландов в 2020 году в матче с МВВ Маастрихт. В Эредивизи дебютировал 11 сентября 2021 года в матче с «Гоу Эхед Иглз». В Кубке Нидерландов дебютировал 28 октября 2021 года против любительской команды «Аякса».

## Карьера в сборной
В 2021 году был вызван в сборную Гаити. Сыграл в товарищеских матчах против сборных Бахрейна и Иордании.